# Alcázar de San Juan
Alcázar de San Juan är en stad och kommun i provinsen Ciudad Real i den autonoma regionen Kastilien-La Mancha i centrala Spanien. Staden ligger cirka 76,5 kilometer nordost om Ciudad Real. Kommunen har 31 382 invånare (2024), på en yta av 666,50 km².
Staden ligger på slätten La Mancha. Många av händelserna i boken Don Quijote äger rum i staden.